# 北上川河川歴史公園
北上川河川歴史公園（きたかみがわかせんれきしこうえん）は、宮城県登米市にある、北上川と旧北上川の分流する地点の中州に設置された歴史公園。

## 概要
本園は、登米市と石巻市の市境に位置し、北上川と旧北上川が分流する人工的な中州にある公園で、北上川の治水の歴史が学べる。北上川と旧北上川の分流地点には、建設時期に70年以上の隔たりがある新旧2組の洗堰と水門が共存している。明治43年の8月・9月、全国で大水害が発生。北上川流域も同様で、迫川や旧北上川沿川地域の水害による被害を軽くするために、明治政府は明治44年から昭和9年にかけて、新しい北上川を柳津から飯野川まで12km開削することと決定。北上川の水の大半を拡幅した追波川を経由して追波湾に流すことにした。これが新北上川である。これにより、旧北上川の水量は旧北上川分流施設（鴇波洗堰・脇谷洗堰）で、調節（新北上川の方が多く、旧北上川の方が少なく）可能になった。鴇波洗堰と脇谷洗堰の間には鴇波締切堤762mを築いた。この締切堤防のところが現在の北上川河川歴史公園となっている。鴇波締切堤と脇谷閘門は昭和6年、鴇波洗堰と脇谷洗堰は昭和7年に完成、鴇波水門と脇谷水門は後になって造られた。北側にはJR東日本・気仙沼線の線路や鉄橋、西側に三陸沿岸道路やその橋梁、南側に県道61号線、東側に国道342号線が走っている。公園には全体が見渡せる展望台を設置し、北側では、鴇波洗堰（カラバット）の様子が、南側では脇谷洗堰・閘門の様子など歴史的建造物が見学できる。津山側入口より進入し、展望広場脇の駐車場が無料で利用可能だが、豊里側への通り抜けは出来ない。（2015年5月現在は、通り抜け可能）また、増水時には、ほぼ鴇波締切堤の上を走るアスファルト通路より低い北上川本流側は、水没することもある。そのためか、植栽に木はほとんど用いられていない。

## 沿革
- 2004年（平成16年） - 脇谷閘門や鴇波洗堰を含む「北上川分流施設群」が土木学会推奨土木遺産に選定された。
- 2010年（平成22年） - 開園
- 2011年（平成23年） - 東日本大震災の時には、通行不能となった旧北上川の豊里大橋のバイパス的役割を担うなどとして、一時的に豊里側に通り抜け可能とした。

## 施設や見所
- 旧石組樋管（復元）
- 鴇波洗堰（ときなみあらいぜき）
  - 明治43年に計画、大正5年着工し、昭和7年に完成。全国的にみても非常に珍しい構造を持つ[3]。
- 脇谷洗堰・閘門
- 小川を再現した親水水路
- 自然体験広場
- 展望台
- 交流広場 - 芝生広場で大きなイベントに利用可
- 山小屋風公衆トイレ
- 駐車場・展望広場（園内が一望できる）
- 豊里・津山渡船場跡（周辺）

## アクセス
- 三陸沿岸道路桃生・津山ICより津山側（東）へ約1km
- 国道45号線宮下橋交差点より桃生側（西）へ約1km
- JR気仙沼線柳津駅から車で5分
- 駐車場
  - 普通車・無料

## 引用
- 日経コンストラクション 2011年4月11日号 66〜71ページ